# Alcohol de cinamilo
Alcohol de cinamilo es un compuesto orgánico que se encuentra esterificado formando el estoraque, el bálsamo del Perú, y las hojas de canela. Forma un sólido cristalino blanco cuando es puro, o un aceite de color amarillo cuando es ligeramente impuro. Puede ser producido por la hidrólisis del estoraque.
Alcohol de cinamilo tiene un olor característico descrito como "dulce, bálsámico, jacinto, picante, verde, pulverulento, cinámico" y se emplea en perfumería y como desodorante.

## Seguridad
Alcohol de cinamilo se ha encontrado que tienen un efecto sensibilizante en algunas personas y como resultado es el objeto de una Restricted Standard emitido por IFRA ( Asociación Internacional de Perfumería ).

## Glucósidos
Rosarin y rosavin son glucósidos alcohol cinamílicos aisladas de Rhodiola rosea.